# Olingo-ruivo
O olingo-ruivo (Bassaricyon gabbii), também conhecido como olingo-do-norte, ou simplesmente olingo (por ser o mais comumente visto da espécie), é um membro arbóreo da família Procyonidae, que também inclui em sua família os guaxinins. Foi a primeira espécie de olingo a ser descrita, embora seja considerada por alguns autores como a única espécie de olingo genuína, uma revisão recente do gênero Bassaricyon mostrou que há um total de quatro espécies de olingo, porém duas destas espécies agora são consideradas como parte da Bassaricyon gabbii. Seu nome científico homenageia William More Gabb, que coletou o primeiro espécime. É nativa da América Central.

## Descrição
O olingo-ruivo é um animal arbóreo e esguio, com patas traseiras nitidamente mais longas que as patas dianteiras e com uma cauda longa e espessa. O rosto é curto e arredondado, com olhos relativamente grandes e orelhas curtas e redondas. A pelagem é espessa e colorida em um tom de marrom ou marrom acinzentado na maior parte do corpo, tornando-se ligeiramente mais escura no meio do dorso, enquanto a parte inferior varia de creme claro a amarelado. Uma faixa de pelo amarelado corre ao redor da garganta e nas laterais da cabeça, onde atinge a base das orelhas, enquanto o rosto tem um pelo acinzentado. A cauda é de cor semelhante ao corpo, porém com vários anéis de cor mais escura ao longo de seu comprimento. As solas dos pés são peludas e os dedos são ligeiramente achatados, com garras curtas e curvas. As fêmeas possuem um único par de tetas, localizadas na parte posterior do abdome, próximo às patas traseiras.
Os adultos têm um comprimento da cabeça ao corpo de 36 a 42 centímetros, com 38 a 48 centímetros até a cauda. Eles pesam cerca de 1,2 a 1,4 quilogramas. O olingo-ruivo possui um par de glândulas odoríferas anais, capazes de produzir uma substância química de mau cheiro quando o animal está alarmado.
Esta é a maior das espécies de olingo. Sua pelagem é tipicamente menos ruiva do que a dos outros olingos, enquanto as faixas da cauda são um pouco mais distintas.

## Distribuição e habitat
O olingo-ruivo é encontrado desde a Nicarágua até a Costa Rica e oeste do Panamá. Também foi relatado em Honduras e Guatemala, embora sua grande semelhança com outros olingos e com o jupará possa tornar tais relatórios suspeitos, estes relatórios atualmente não são reconhecidos pela IUCN (União Internacional para a Conservação da Natureza.[carece de fontes?] Enquanto alguns indivíduos também tenham sido encontrados abaixo do nível do mar, normalmente habitam florestas tropicais e montanas de 1 000 metros (3 300 pé) até cerca de 2 000 metros (6 600 pé) de elevação, embora aparentemente evite plantações e áreas de floresta secundária.

## Taxonomia
Anteriormente, três subespécies foram reconhecidas deste olingo: B. g. gabbii, B. g. richardsoni e B. g. medius. A recente revisão do gênero fez várias mudanças na definição desta espécie:
1. A população nicaraguense B. g. richardsoni pode ser uma subespécie, mas é necessária mais revisão e análise.[1]
2. B. g. medius é em média menor que Bassaricyon gabbii e a análise morfológica e genética demonstrou que é uma espécie diferente: B. medius (olingo-do-chocó).[1]
3. As espécies anteriores B. lasius e B. pauli foram rebaixadas a sinônimos de B. gabbii, mas podem ser elevadas a subespécies como B. g. lasio e B. g. pauli.[1]

Os parentes mais próximos de B. gabbii são as duas espécies de olingo de planície do Panamá e noroeste da América do Sul, B. alleni e B. medius, das quais divergiu há cerca de 1,8 milhão de anos.

## Dieta e comportamento
O olingo-ruivo é um notívago, alimentando-se quase inteiramente de frutas, especialmente figos. Foi observado beber o néctar das árvores pau-de-balsa durante a estação de seca, em raras ocasiões, também perseguiu e comeu pequenos mamíferos, como ratos e esquilos. Durante o dia, dorme em tocas localizadas em grandes árvores. Tem uma área estimada de cerca de 23 hectares.
Embora tenha sido considerado um animal solitário, é frequentemente encontrado em pares e pode ser mais sociável do que comumente se acredita. É arborícola, passando grande parte do tempo nas árvores. Sua cauda não é preênsil, ao contrário dos parentes juparás, embora possa atuar como um fator de equilíbrio. O chamado do olingo-ruivo foi descrito como possuindo duas notas distintas, com um som de "whey-chuck" ou "wey-toll".
O olingo-ruivo tem uma dieta e habitat semelhantes aos do juparás, e quando os recursos são escassos, o animal maior pode se afastar de suas árvores preferidas para procurar alimento. Os predadores conhecidos por se alimentarem do olingo-ruivo incluem o jaguarundi, jaguatirica, irara e várias jiboias. Acredita-se que se reproduza durante a estação de seca e dê à luz um único filhote após um período de gestação de cerca de dez semanas. Ele vive por até vinte e cinco anos em cativeiro.